# Explosión de depósito de combustible de Barranquilla de 2022
La explosión del depósito de combustible de Barranquilla de 2022 fue una explosión ocurrida en los días 21-23 de diciembre en unos depósitos de combustible de la empresa Bravo Petroleum de Barranquilla, Colombia que ocasionó la muerte de un bombero mientras atendía la explosión y tres bomberos más resultaron heridos. Las autoridades locales consideraron el suceso como el mayor siniestro industrial de larga duración y magnitud en la historia de Colombia.

## Explosión
La explosión empezó en la madrugada del miércoles 21 de diciembre cuando uno de los cuatro tanques de combustible, que contenían unos 76.000 barriles de gasolina explotó y siguió expandiéndose al segundo tanque, por ende, los organismos de emergencia llegaron a controlar el incendio. Cuatro bomberos que inicialmente socorrieron las llamas no pudieron apagarlo lo suficiente, el bombero Javier Enrique Solano Ruiz escaló con la escalera cuando lo aplasto la estructura metálica. Tuvo que ser llevado a un hospital cercano y más tarde fallece por el impacto. En el día del incendio llegaron 2 remolcadores a la zona de desastre en el Puerto Compas del río Magdalena zona industrial de noreste echando agua y espumas a los otros dos tanques de combustible para evitar que las llamas se expandieran.
El 22 de diciembre el alcalde instaló un puesto de mando unificado para buscar soluciones para mitigar el suceso con la ayuda de la Armada, Cruz Roja, Defensa Civil y Bomberos locales y se enviaron refuerzos de los municipios aledaños, de Santa Marta, un buque de Ecopetrol desde Cartagena de Indias y bomberos del Aeropuerto Internacional Ernesto Cortissoz en la cual finalmente fue mitigado en su totalidad el viernes 23 de diciembre. Los organismos ambientales y endes administrativos empezaron a investigar las verdaderas causas de incendio.

## Repercusiones
El incendio de los tanques de combustibles para expertos en seguridad industrial y química fue catalogado como el mayor desastre en la historia de la ciudad. La explosión tuvo un gran impacto de suspensiones temporales de transporte, portuarias, actividad económicas y producción en las empresas aledañas a la zona de la emergencia y algunas zonas residenciales a un kilómetro de lugar. El humo y prolongación del incendio tuvo efecto negativo en la calidad del aire y así mismo la contaminación atmosférica y posible contaminación del agua, por lo que se suspendió el bombeo al municipio de Puerto Colombia. Debido a la espesa nube de humo mezclado con químicos a 50 metros de la empresa, los barrios Siape y San Salvador también se vieron afectados por el incendio dado que había la posibilidad de evacuar ambos barrios. Las perdidas para la empresa afectada fueron de USD$ 21,5 millones en producción y distribución y daños en la infraestructura y operación, y puso en riesgo el suministro de combustible a la Región Caribe.

## Homenaje
En 2023, la estación de bomberos del barrio Las Flores, ubicada frente al monumento La Ventana al Mundo, fue rebautizada con el nombre del bombero fallecido Javier Enrique Solano Ruiz. En el acto solemne asistieron su hija mayor Karolay Solano, quien trabaja como bombera en la estación de bomberos del municipio de Malambo y los compañeros de trabajo de Solano.